# Joaquín Rubín de Celis
Joaquín Rubín de Celis y Lastra (Astorga, agosto de 1792 - Ayacucho, 9 de diciembre de 1824), fue un militar español. Junto a su hermano el militar y explorador Benito Rubín de Célis y Lastra, fueron hijos del primer alcalde Constitucional de Astorga, Pedro Rubín de Célis y Argüero.
Joaquín y Benito, de 16 y 14 años de edad respectivamente, se alistaron en 1814 para luchar contra los franceses. Acabada la guerra de independencia española marcharon a las órdenes de Pablo Morillo a luchar en Venezuela contra los revolucionarios. Joaquín murió el 9 de diciembre de 1824 al frente de la carga del Regimiento primero del Cuzco durante la batalla de Ayacucho, la última gran batalla librada por los realistas.